# Diane Bellemare
Pour les articles homonymes, voir Bellemare.
Diane Bellemare, née le 13 octobre 1949, est une économiste, professeure et sénatrice canadienne originaire du Québec.

## Biographie
Diane Bellemare détient une maîtrise en sciences économiques de l'Université de Western Ontario (1971) ainsi qu'un doctorat en économie de l'Université McGill (1981). Elle enseigne à l'Université du Québec à Montréal de 1972 à 1994, d'abord au département des sciences économiques (1972 à 1991) puis au département des sciences administratives (1991 à 1994). Elle obtient le titre de professeur agrégé en 1981 et de professeur titulaire en 1989. 
Elle contribue à la création du Forum pour l'emploi en 1987. En 1994, elle est nommée présidente et directrice générale de la Société québécoise de développement de la main-d'œuvre, puis elle préside, de 1997 à 1999, la Commission des partenaires du marché du travail. Elle est consultante de 2000 à 2003, date à laquelle elle entre au Conseil du patronat du Québec, comme vice-présidente à la recherche puis première vice-présidente et économiste en chef. Elle siège également au Conseil économique du Canada, au Conseil national de la statistique (Statistique Canada) et à l'Institut de recherche et d'information sur la rémunération. 
Elle est candidate de l'Action démocratique du Québec à l'élection québécoise de 2003 dans la circonscription de Blainville. Elle se classe au troisième rang avec 21 % des voix. Elle se présente également à une élection partielle dans Pointe-aux-Trembles en mai 2008, terminant troisième avec 14 % des voix, et aux élections générales de 2008 dans la circonscription de Bertrand, où elle finit également troisième avec 11 % des suffrages. Elle est considérée comme une candidate vedette pour l'ADQ.
En 2007, elle est devenue conseillère économique au cabinet de Mario Dumont, chef de l’opposition officielle à l'Assemblée nationale du Québec, jusqu'aux élections de 2008. Elle joint par la suite le Centre interuniversitaire de recherche en analyse des organisations (CIRANO) à titre de Fellow associée. 
Le premier ministre Stephen Harper annonce le 7 septembre 2012 la nomination de Diane Bellemare au poste de sénatrice. En mars 2016, elle devient sénatrice indépendante. Au printemps 2016, elle devient coordonnatrice législative au Bureau du représentant du gouvernement au Sénat, anciennement intitulé leader adjointe. En novembre 2019, elle devient membre du Groupe des sénateurs indépendants et en septembre 2021, elle joint le Groupe progressiste du Sénat. Elle quitte le poste le 13 octobre 2024 à 75 ans, âge de la retraite obligatoire du sénat.

## Prises de position
Avant sa nomination au Sénat, Diane Bellemare avait critiqué la réforme de l'assurance-emploi annoncée par le gouvernement Harper.